# Хелюльское городское поселение
Хе́люльское городско́е поселе́ние — упразднённое муниципальное образование в Сортавальском муниципальном районе Республики Карелия Российской Федерации.
Административный центр — посёлок городского типа Хелюля.

## История
Образовано в декабре 2004 года.
Упразднено в июле 2020 года: все населённые пункты Хельльского городского поселения были включены в Сортавальское городское поселение.

## Население
| 2009  | 2010  | 2012  | 2013  | 2014  | 2015  | 2016  |
| ----- | ----- | ----- | ----- | ----- | ----- | ----- |
| 3035  | ↗3491 | ↘3463 | ↘3429 | ↘3378 | ↘3353 | ↘3319 |
| 2017  | 2018  | 2019  | 2020  |       |       |       |
| →3319 | ↘3276 | ↘3184 | ↘3076 |       |       |       |

## Населённые пункты
В городское поселение входили 3 населённых пункта:
| № | Населённый пункт               | Тип населённого пункта | Население |
| - | ------------------------------ | ---------------------- | --------- |
| 1 | Раутакангас (фин. Rautakangas) | посёлок                | →19       |
| 2 | Хелюля (фин. Helylä)           | пгт                    | ↘1847     |
| 3 | Хелюля (фин. Helylä)           | село                   | ↘668      |